# Grotte vasútállomás
Grotte vasútállomás egy vasútállomás Olaszországban, Szicília régióban, Agrigento megyében, Grotte településen. Forgalma alapján az olasz vasútállomás-kategóriák közül a bronz kategóriába tartozik.

## Vasútvonalak
Az állomást az alábbi vasútvonalak érintik:
- Caltanissetta Xirbi-Agrigento-vasútvonal